# Shane Pinto
Pour les articles homonymes, voir Pinto.
Shane Pinto (né le 12 novembre 2000 à Franklin Square, État de New York) est un joueur professionnel américain de hockey sur glace. Il évolue au poste d'attaquant.

## Biographie

### Carrière en club
Pinto commence sa carrière junior avec les Stars de Lincoln dans l'USHL en 2018-2019. Il est choisi au 2e tour, en 32e position par les Sénateurs d'Ottawa lors du repêchage d'entrée dans la LNH 2019. De 2019 à 2022, il poursuit un cursus universitaire à l'Université du Dakota du Nord. Il évolue deux saisons avec les Fighting Hawks dans le championnat NCAA. Le 17 avril 2021, il joue son premier match dans la Ligue nationale de hockey avec les Sénateurs face aux Canadiens de Montréalet enregistre son premier point, une assistance. Le 5 mai 2021, il marque son premier but dans la LNH face aux Canadiens de Montréal. Lors de la saison 2021-2022, il ne dispute que cinq parties en raison de blessures dont une nécessitant une opération de l'épaule. Le 26 octobre 2023, il est suspendu 41 matchs par la LNH pour des activités liés aux paris sportifs.

### Carrière internationale
Il représente les États-Unis au niveau international. Il prend part aux sélections jeunes.

## Trophées et honneurs personnels

### USHL
- 2018-2019 : nommé dans l'équipe des recrues.

### NCHC
- 2019-2020 : nommé dans l'équipe des recrues.
- 2019-2020 : nommé recrue de la saison.
- 2020-2021 : nommé dans la première équipe des étoiles.
- 2020-2021 : nommé meilleur attaquant.
- 2020-2021 : nommé meilleur attaquant défensif.
- 2020-2021 : nommé meilleur joueur.

## Statistiques

### En club
| Saison     | Équipe                           | Ligue      |     | Saison régulière | Saison régulière | Saison régulière | Saison régulière | Saison régulière |   | Séries éliminatoires | Séries éliminatoires | Séries éliminatoires | Séries éliminatoires | Séries éliminatoires |
| Saison     | Équipe                           | Ligue      | PJ  | B                | A                | Pts              | Pun              | PJ               | B | A                    | Pts                  | Pun                  |                      |                      |
| 2018-2019  | Stars de Lincoln                 | USHL       | 30  | 17               | 15               | 32               | 51               | -                | - | -                    | -                    | -                    |                      |                      |
| 2018-2019  | Storm de Tri-City                | USHL       | 26  | 11               | 16               | 27               | 12               | 6                | 4 | 5                    | 9                    | 8                    |                      |                      |
| 2019-2020  | Fighting Hawks du Dakota du Nord | NCHC       | 33  | 16               | 12               | 28               | 46               | -                | - | -                    | -                    | -                    |                      |                      |
| 2020-2021  | Fighting Hawks du Dakota du Nord | NCHC       | 28  | 15               | 17               | 32               | 4                | -                | - | -                    | -                    | -                    |                      |                      |
| 2020-2021  | Sénateurs d'Ottawa               | LNH        | 12  | 1                | 6                | 7                | 10               | -                | - | -                    | -                    | -                    |                      |                      |
| 2021-2022  | Sénateurs d'Ottawa               | LNH        | 5   | 0                | 1                | 1                | 2                | -                | - | -                    | -                    | -                    |                      |                      |
| 2022-2023  | Sénateurs d'Ottawa               | LNH        | 82  | 20               | 15               | 35               | 18               | -                | - | -                    | -                    | -                    |                      |                      |
| 2023-2024  | Sénateurs d'Ottawa               | LNH        | 41  | 9                | 18               | 27               | 14               | -                | - | -                    | -                    | -                    |                      |                      |
| Totaux LNH | Totaux LNH                       | Totaux LNH | 140 | 30               | 40               | 70               | 44               | -                | - | -                    | -                    | -                    |                      |                      |

### En équipe nationale
| Année | Compétition                 |   | PJ | B | A  | Pts | Pun | +/-           |  | Résultat |
| 2020  | Championnat du monde junior | 5 | 4  | 3 | 7  | 2   | +3  | Sixième place |  |          |
| 2025  | Championnat du monde        | 8 | 2  | 8 | 10 | 2   | +9  | Médaille d'or |  |          |